# Невський Парклесхоз
Невський Парклесхоз (рос. Невский Парклесхоз) — присілок у Всеволожському районі Ленінградської області Російської Федерації.
Населення становить 52 особи. Належить до муніципального утворення Свердловське міське поселення.

## Історія
Від 1 серпня 1927 року належить до Ленінградської області.

## Населення
| 1862 | 1939 | 1997 | 2002 | 2007 | 2010 | 2017 |
| ---- | ---- | ---- | ---- | ---- | ---- | ---- |
| 20   | ↗105 | ↘98  | ↗126 | ↗210 | ↗317 | ↘52  |